# Order of Ontario

Ordensband

Der Order of Ontario ist ein ziviler Verdienstorden in der kanadischen Provinz Ontario. Die Auszeichnung wurde 1986 eingeführt und wird Zivilpersonen verliehen, die durch besondere Leistungen aufgefallen sind. Jedes Jahr werden nicht mehr als 24 Personen mit diesem Orden ausgezeichnet. Der Vizegouverneur erhält ihn bei der Vereidigung automatisch und ist während seiner Amtszeit gleichzeitig Kanzler des Ordens.

## Struktur und Ernennung
Mit dem Order of Ontario sollen gegenwärtige oder ehemalige langjährige Einwohner Ontarios ausgezeichnet werden, die sich in einem bestimmten Gebiet durch einen hohen Grad an Leistung und Erfolg hervorgetan haben und dadurch der Gesellschaft von Ontario und anderswo von Nutzen waren. Bezüglich der maximalen Zahl der Ordensträger gibt es keine Einschränkungen, allerdings können pro Jahr nicht mehr als 24 Personen ausgezeichnet werden. Die kanadische Staatsbürgerschaft ist nicht Voraussetzung; ausgeschlossen sind hingegen Personen, die gegenwärtig gewähltes oder ernanntes Mitglied einer Körperschaft öffentlichen Rechts sind.
Der Nominationsprozess, mit dem geeignete Personen gesucht werden sollen, beginnt mit Vorschlägen der Öffentlichkeit an das Sekretariat für Ehrungen und Auszeichnungen der Provinz. Dieses besteht aus dem Präsidenten des Obersten Gerichtshofes von Ontario (der gleichzeitig Vorsitzender ist), dem Speaker der Legislativversammlung, dem Sekretär des Kabinetts und bis zu sechs Mitgliedern des Ordens. Das Komitee tritt ein- oder zweimal jährlich zusammen und stellt eine Vorauswahl zusammen. Anschließend wählt es in Zusammenarbeit mit dem Kabinett jene Personen aus, die dem Vizegouverneur empfohlen werden sollen. Posthume Nominationen sind nicht gestattet, allerdings kann eine verstorbene Person geehrt werden, wenn ihr Name bereits dem Sekretariat für Ehrungen und Auszeichnungen vorgeschlagen worden ist. Der Vizegouverneur, der von Amts wegen Mitglied und Kanzler des Ordensbeirates ist, gibt die Ernennung mit einer Weisung bekannt, die mit dem Großen Siegel der Provinz besiegelt wird. Die neuen Ordensmitglieder haben danach das Recht, ihrem Namen das Kürzel OOnt anzuhängen.
→ Liste der Träger des Order of Ontario

## Insignien
Nach der Aufnahme in den Orden erhalten die Mitglieder die Insignien des Ordens überreicht. Das Hauptemblem des Ordens ist ein Goldmedaillon in Form einer Großblütigen Waldlilie, der offiziellen Blume der Provinz. Die Bildseite besteht aus weißem Email mit goldener Einfassung und trägt in der Mitte den Wappenschild des Wappens von Ontario, überragt von der Edwardskrone als Symbol der Rolle des kanadischen Monarchen als Quell der Ehre. Auf der Rückseite ist der Name des Geehrten eingraviert, zusammen mit dem Datum der Ehrung. Das Band besteht aus vertikalen Streifen in Rot, Grün, Weiß und Gold, was den Farben des Provinzwappens entspricht. Männer tragen den Orden am Kragen am Ende des Bandes angehängt, Frauen tragen ihn an einer Schleife an der linken Brust. Die Mitglieder erhalten für weniger formelle Anlässe zwei Anstecknadeln sowie eine offizielle Urkunde.